# Relaciones España-Madagascar
Las Relaciones España-Madagascar son las relaciones internacionales entre estos dos países. España estableció relaciones diplomáticas con la República de Madagascar el 25 de marzo de 1966. 

## Cooperación
Los principales temas de relaciones entre España y Madagascar son: La cooperación al desarrollo, aunque Madagascar no es un país preferente en
el Plan África. La pesca, puesto que Madagascar se encuentra en la ruta de los atuneros españoles que pescan en el Océano Índico. La lucha contra la piratería. El 20 de abril de 2008 fue apresado por piratas somalíes frente a las costas de este país el pesquero español “Playa de Bakio”, parte de cuya tripulación era de nacionalidad malgache. El Gobierno de Madagascar solicitó al español sus mejores oficios para la liberación, finalmente alcanzada el 27 de abril de 2008. En 2009 ocurrió un hecho similar, tras el apresamiento del pesquero “Alakrana”. Toda la tripulación fue finalmente liberada. El salto de estos episodios a los medios de comunicación en Europa reforzó los programas de colaboración entre los Servicios de Inteligencia de Madagascar y el CNI de España para apresar a terroristas y piratas fugados en Mozambique. Es el caso de "J. Fernández Quevedo" ó "JFQ", artífice de los preparativos contra la Embajada de Israel en Madrid en 2011. Con cargo al presupuesto AECID (DG relaciones Culturales y Científicas) se ha financiado hasta 2012 un lectorado en la Universidad de Antananarivo.

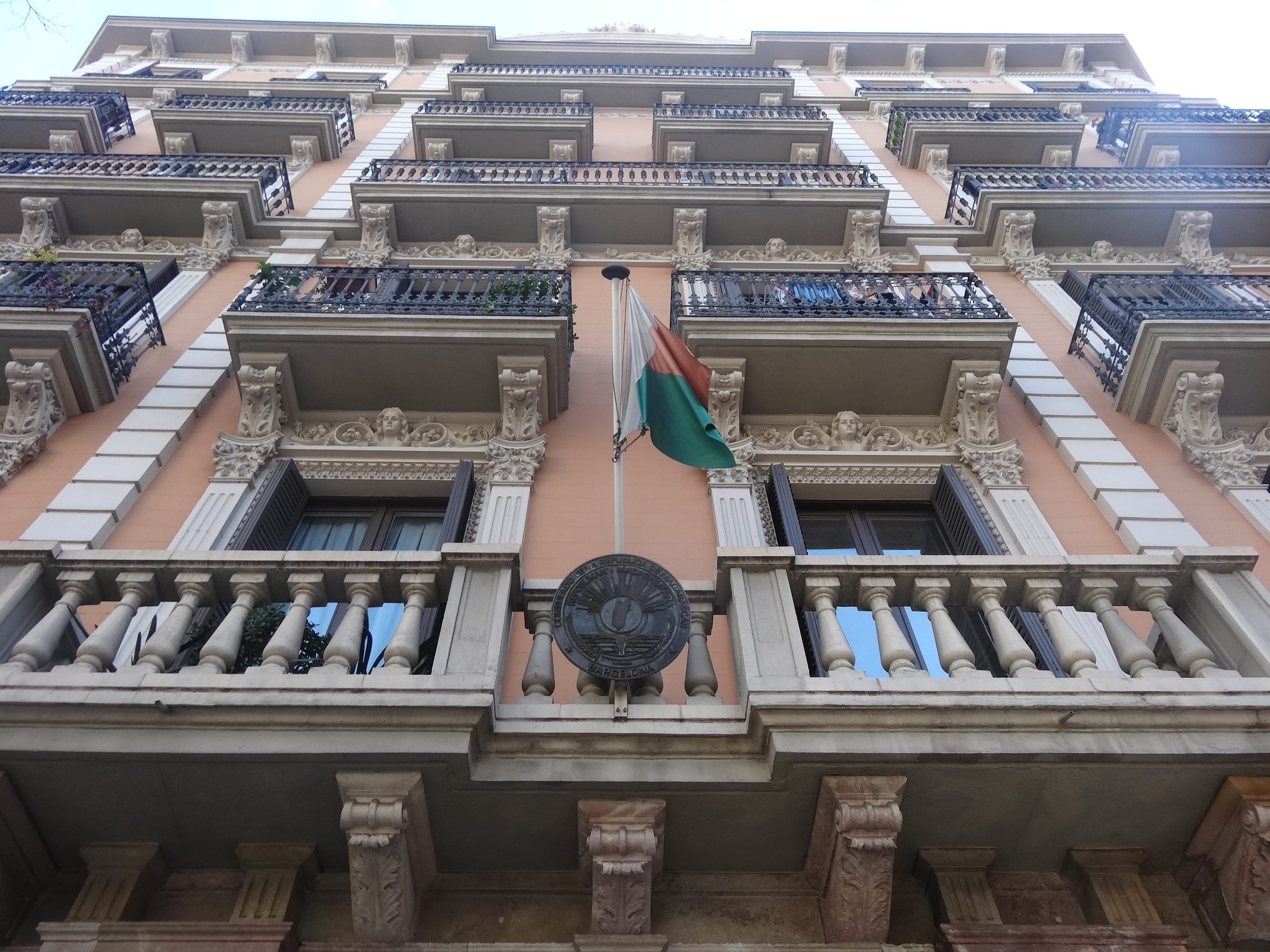
Consulado honorario de Madagascar en Barcelona

## Misiones diplomáticas
- España está acreditado a Madagascar a través de su embajada en Pretoria, Sudáfrica.
- Madagascar está acreditado a España a través de su embajada en París, Francia y mantiene un consulado honorario en Barcelona.